# Спайс Бойз
Спайс Бойз (англ. Spice Boys — отсылка к известной поп-группе Spice Girls) — прозвище группы футболистов «Ливерпуля», выступавших за клуб в середине 1990-х, в состав которой включали Робби Фаулера, Стива Макманамана, Джейми Реднаппа, Дэвида Джеймса, Джейсона Макатира и, реже, Пола Инса и Стэна Коллимора.

## Причины возникновения названия
«Ливерпуль» середины 90-х годов переживал не самые лучшие времена в своей истории. После периода 70-х-80-х годов, когда клуб доминировал в Англии и успешно выступал в Европе, наступил кризис, обусловленный «отлучением» английских клубов от участия в розыгрышах еврокубков после трагических последствий матча на «Эйзеле» в 1985 году, трагедией на Хиллсборо и последующим уходом с тренерского поста легендарного игрока «красных» Кенни Далглиша и появлением на его месте другой легенды клуба, Грэма Сунесса, которому было суждено фактически развалить команду и систему Бутрума, выстроенную ещё Биллом Шенкли и служившую клубу в течение тридцати лет. В 1994 году Сунесса сменил Рой Эванс, долгие годы проработавший в системе клуба (он в разное время был простым болельщиком, игроком и членом тренерского штаба команды), но ему достался уже не тот «Ливерпуль», который был грозой Европы всего за десять лет до этого.
В результате клуб потерял лидирующие позиции в домашнем первенстве, который он в последний раз выигрывал в 1990 году, ещё до прихода Сунесса. К тому времени, когда Рой Эванс стал тренером команды, Первый дивизион уже стал Премьер-лигой, а телекомпания Sky Sports выкупила права на трансляции матчей турнира за огромные для того времени деньги. Большая часть этих денег досталась клубам, входившим в состав Премьер-лиги, что вызвало взрыв на трансферном рынке, заодно во много раз увеличив и зарплаты игроков. Особенно сильно это коснулось молодых игроков, которые теперь в раннем возрасте стали подписывать профессиональные контракты со своими клубами, боявшимися потерять потенциальных звёзд.
Футболисты из «парней с соседней улицы» стали превращаться в звёзд телеэкранов и светской хроники. Огромные деньги, внезапно появившиеся у молодых, зачастую ещё ничего не добившихся игроков, нужно было куда-то тратить. Одни на них покупали дорогие автомобили и жильё для своей семьи, другие тратили их на скаковых лошадей, вечеринки в модных ночных клубах или попросту разбрасывались деньгами, многих из английских и мировых звёзд стали уличать в том, что они употребляют наркотики (среди прочих Диего Марадона и Пол Гаскойн) или проводят время в сомнительных заведениях в компании личностей со столь же сомнительной репутацией.
Фаулер, Коллимор, Макманаман, Макатир, Реднапп сотоварищи были ничем не хуже других молодых футболистов того времени. Получаемые ими зарплаты они тратили на дорогие костюмы и весёлое времяпрепровождение и не были замечены ни в чём дурном. Но, по мнению прессы и болельщиков, это был не тот стереотип поведения, которого должны были придерживаться футболисты, ещё вчера вместе с соседскими мальчишками гонявшие мяч на улице где-нибудь в пригороде Ливерпуля или Лидса. Ситуацию усугубляло то, что на фоне предыдущих успехов «Ливерпуля» новое поколение игроков команды, талант которого не ставился под сомнение, представало группой неудачников, которые никак не могли реализовать свой потенциал, а вместо тренировок и подготовки к матчам якобы думали о том, в какой клуб отправиться в ближайший вечер.
Печально знаменитым в этом отношении стал финальный матч Кубка Англии на «Уэмбли» в 1996 году, перед началом которого футболисты «Ливерпуля» появились на поле, одетые в дорогие костюмы кремового цвета, и совершили круг вокруг площадки. Как известно, тот матч «Ливерпуль» проиграл со счётом 0:1 благодаря голу Эрика Кантона в самом конце встречи, а «Ливерпуль» упустил шанс выиграть свой первый трофей с 1992 года (когда «красные» выиграли тот же Кубок Англии), следующий большой трофей клуба датируется 2001 годом. Кстати, что символично, в матче на «Уэмбли» в 1996 году в последний раз на поле в футболке клуба вышел легендарный форвард и рекордсмен «Ливерпуля» по количеству забитых мячей Иан Раш.
Основная группа игроков «Ливерпуля», выступавших в то время, получила от прессы пренебрежительное прозвище «Спайс Бойз» (англ. Spice Boys) за то, что по частоте своего появления в разделах светской хроники они едва ли не превосходили британскую поп-группу «Spice Girls», которая в то время была на пике своей популярности.